# Le lapin tire son épingle du jeu
Le lapin tire son épingle du jeu (Hare and Loathing in Las Vegas) est un cartoon réalisé par Peter Shin et Bill Kopp, sorti en 2004.
Il met en scène Bugs Bunny et Sam le pirate.

## Fiche technique
- Réalisation : Peter Shin et Bill Kopp
- Scénario : Chris Headrick, Bill Kopp et Dan Povenmire
- Producteur : Sherry Gunther
- Musique : Walter Murphy
- Genre : comédie
- Sortie : États-Unis : 31 mars 2004
- Langue : anglais
- Durée : 6 minutes

## Voix
- Joe Alaskey : Bugs Bunny
- Jeff Bennett : Sam le Pirate
- Maurice LaMarche et Tress MacNeille : voix additionnelles

- Version Française
- Gérard Surugue : Bugs Bunny
- Patrick Préjean : Sam le Pirate
- Patricia Legrand : ?